# Anton de Haen

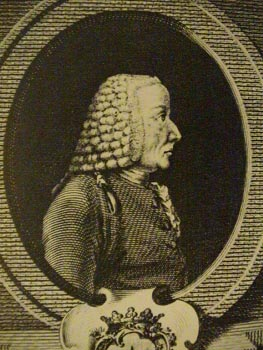
Anton de Haen.

Anton de Haen, född den 8 december 1704 i Haag, död den 4 september 1776 i Wien, var en holländsk-österrikisk läkare.
de Haen kallades av van Swieten till medicine professor i Wien och inlade som sådan mycket stora förtjänster; bland annat obducerade han i sina lärjungars närvaro de på hans klinik avlidne patienterna. Han var en mycket energisk forskare, men tålde inte motsägelser och var ovän till nyheter inom medicinen. Märkvärdigt nog trodde han, förmodligen som en av få i hans samtid, på tillvaron av häxor. 
I sitt stora verk Ratio medendi in nosocomio practico (15 band, 1758-73; Continuatio i 3 band, 1772-79) lämnar han en systematisk och kritisk översikt av nästan alla de sjukdomsfall, som han iakttagit, med angivande av symptom, förändringar av kroppens förrättningar och verkningar av läkemedlen. Arbetet vänder sig lika mycket till de styrande som till läkarna, ty de Haen höll före, att medicinen borde intressera statsmakterna likaväl som de sjuka.